# Beleg van Deventer (1672)

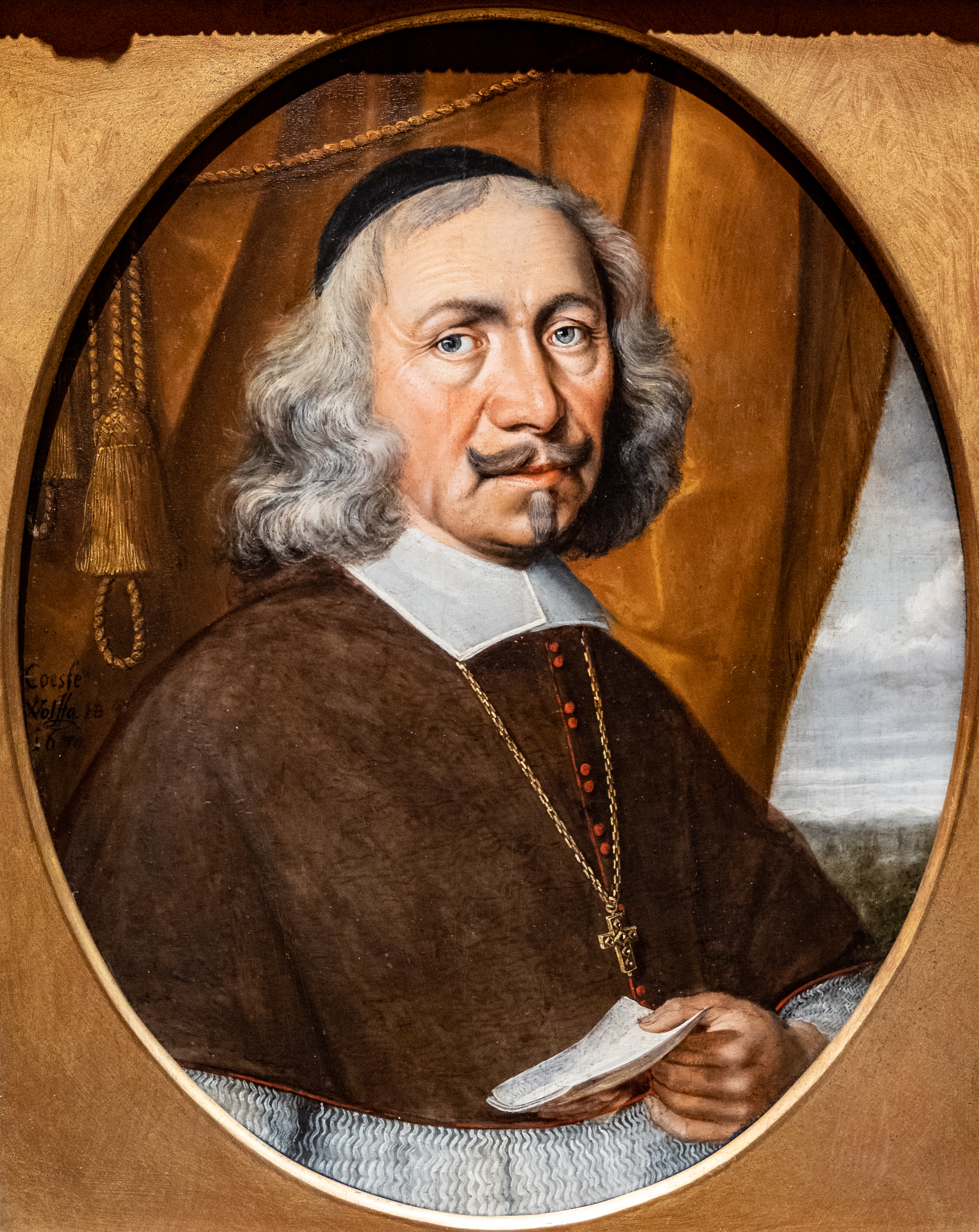
Bernhard von Galen, geschilderd door Wolfgang Heimbach (1670)

Het Beleg van Deventer vond plaats tijdens het Rampjaar 1672. De vestingstad Deventer werd belegerd door Münsterse troepen onder leiding van Christoph Bernhard von Galen, prins-bisschop van Münster. De belegering begon op 17 juni en maakte deel uit van de Hollandse Oorlog en de Tweede Münsterse Oorlog en duurde slechts vier dagen.

## Voorgeschiedenis
In maart/april 1672 werd de Republiek der Nederlanden ter zee aangevallen door Engeland – de Derde Engelse Oorlog – en te land door het Frankrijk van koning Lodewijk XIV die streefde naar natuurlijke grenzen. Lodewijk XIV wist de Duitse bisdommen Keulen en Münster met veel geld over te halen de Nederlanden binnen te vallen. 1672 staat sindsdien bekend als het Rampjaar. 

## Vestingwerken
Sinds de inname van Deventer door Prins Maurits in 1591 was Deventer voorzien van een groot garnizoen en waren rond de stad eigentijdse vestingwerken aangelegd. Sinds de voltooiing in 1621 had de stad wegens geldgebrek echter weinig meer aan onderhoud gedaan. Pas in het voorjaar van 1672, toen de oorlog inmiddels een feit was, begon men stad in staat van verdediging te brengen. 

## Noodmunten

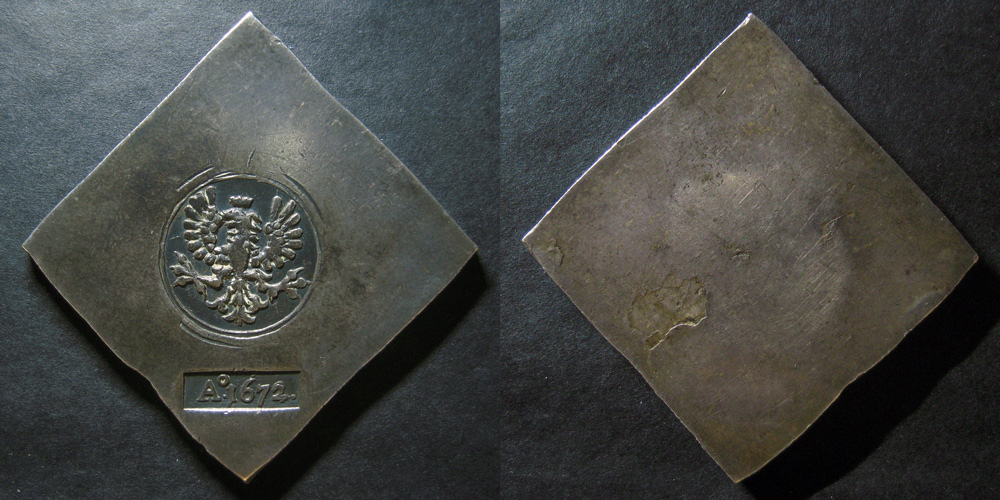
Deventer, zilveren nooddaalder van 30 stuivers, 1672. Eenzijdig geslagen op vierkant muntplaatje met Deventer stadswapen en jaartal. Noodmunt vervaardigd uit het raadszilver ter betaling van de oorlogskosten.

Door de oorlog verkeerde Deventer in acute geldnood. In de stadsresolutie van 18 Mei 1672, dus nog een maand voor de belegering, werd reeds besloten het raadszilver om te laten smelten en te vermunten. Het was in de 17e eeuw gebruikelijk dat een burgemeester na zijn ambtsperiode aan de stad een zilveren bokaal naliet. Dit waren pronkbekers waarmee ambtsdragers hun eigen status en de macht van de stad trachtten te etaleren. Omdat Deventer sinds 1670 geen munthuis meer had overwoog men de noodmunten in de nabije muntplaats Kampen te laten slaan. Het vervoer van zilver over de IJssel tijdens de oorlog bleek door blokkades echter niet meer mogelijk. Uiteindelijk werd het slaan van de noodmunten aan de Deventer zilversmid Lucas Lucassen opgedragen.

## De belegering
Bisschop Bernhard von Galen was bijgenaamd ‘Bommen Berend’, vanwege zijn gevreesde wapentuig: moderne houwitsers: slanker dan een mortier maar korter dan een kanon. Versterkt met troepen van de bisschop van Keulen viel hij Oost-Nederland binnen. De invallers ondervonden weinig tegenstand. Op 17 juni hadden de Duitse troepen zich rond Deventer verzameld en werd de artillerie in stelling gebracht. Na mislukte onderhandelingen werd op 20 juni vanaf de linkeroever van de IJssel, tegenover de stad, Deventer aan een eerste beschieting onderworpen.

## Capitulatie

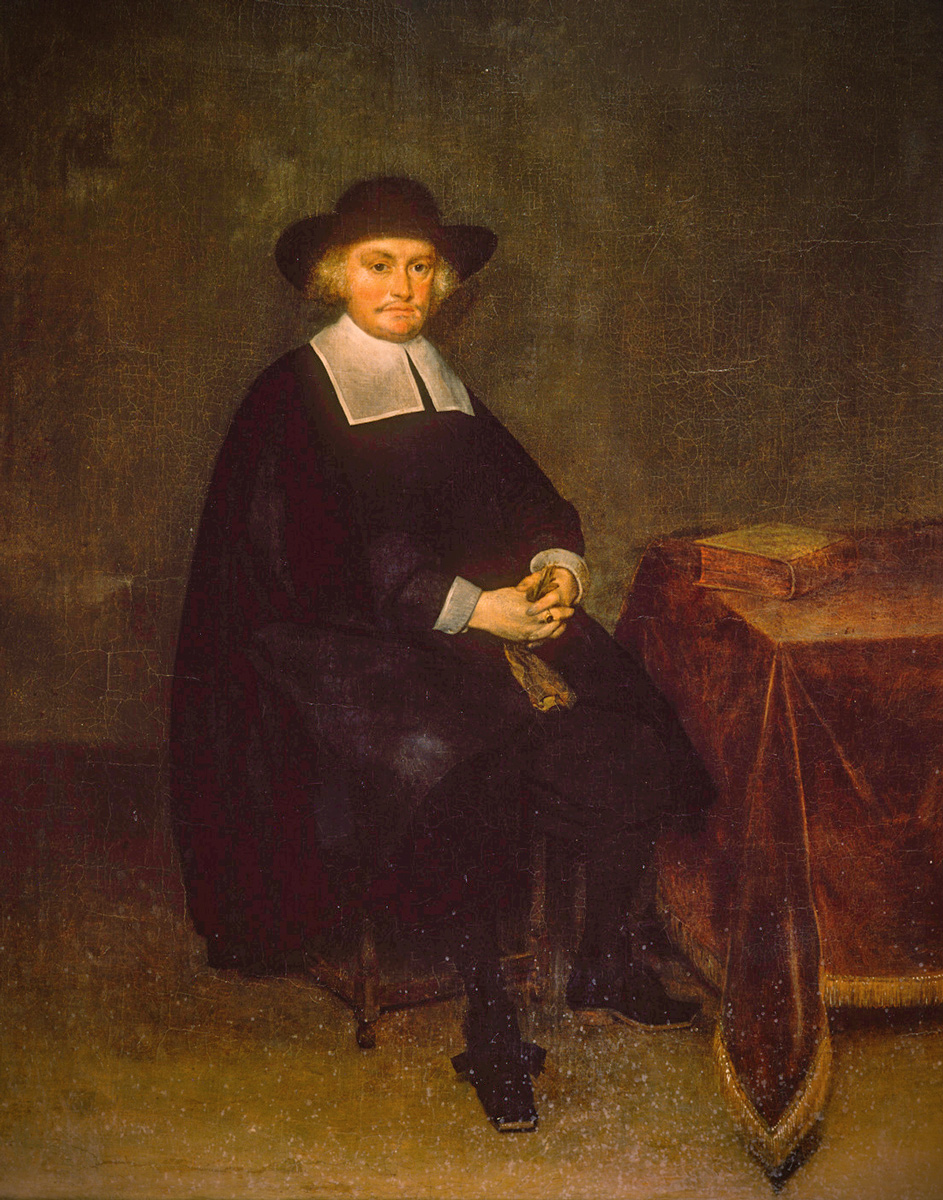
Hendrik Nilant, portret door Gerard ter Borch II, ca. 1670, Museum De Waag, Deventer.

Deventer was een calvinistische stad. De binding met de Republiek, waar Deventer sinds 1591 deel van uitmaakte, was desondanks veel minder sterk dan die met het traditionele Westfaalse achterland. De Deventer politiek was verdeeld in twee fracties die lijnrecht tegenover elkaar stonden: Staatsgezinden tegenover Orangisten. Burgemeester Hendrik Nilant, een machtig Deventer regent en fervent anti-Oranje, was ook bekend als ‘het koninkje van Deventer’. Hij en zijn familieleden speelden al decennialang een voorname rol in het stadsbestuur. Nilant wilde capituleren om de stad verwoesting door een bombardement te besparen. Hoewel medestanders van burgemeester Arnold van Boekholt, waaronder commandeur van de vesting Deventer Hendrik de Sandra, wilden doorvechten, trokken Nilant en de zijnen aan het langste eind: Deventer gaf zich na vier dagen belegering op 21 juli over aan de Münsterse en Keulse troepen.

### Oproer
Toen het besluit tot overgave bekend werd trok een woedende menigte op naar Nilants huis aan de Brink, waarop de burgemeester en zijn familie door de achterdeur de benen namen. Een dochtertje van Nilant kwam om bij de rellen. Dit oproer betekende het einde van de hegemonie van de Nilants, die decennialang vele openbare ambten in de stad hadden bekleed.

## Garnizoen
Het Deventer garnizoen werd krijgsgevangen gemaakt. Op enkelen na werden de officieren naar het Münsterland overgebracht. De gewone soldaten trof een nog zwaarder lot: zij werden zonder verzorging opgesloten in de Lebuïnuskerk. Men kon zich enkel vrij kopen door dienst te nemen bij de vijand. Velen weigerden en stierven aan honger, ziekte en ontberingen. Garnizoenscommandant Diederick Stecke bood zijn diensten aan de bezetter aan.

## Bezetting
Bisschop Bernard von Galen hield een triomfantelijke intocht in Deventer, waarna hij logeerde bij de stadssecretaris. Daarna trok de bisschop verder richting Groningen. De stad Deventer liet hij over aan een Keulse bezettingsmacht.
Deventer had zwaar te lijden onder de bezetting van de Keulse troepen. Alom werden soldaten ingekwartierd, burgers – ongeacht katholiek of protestant – werden lukraak afgeperst of uit hun huizen gezet en aan de stad werd een hoge schatting opgelegd. 
Corruptie was aan de orde van de dag. Het omliggende platteland werd geplunderd. Inkomsten waren er nauwelijks omdat door blokkades de handel vrijwel stillag. Inwoners die het zich konden veroorloven, ontvluchtten de stad. Onder hen was de beroemde portretschilder Gerard ter Borch jr.
Veel Deventer autoriteiten toonden zich echter bereid met de bisschoppen samen te werken. Het capitulatieverdrag bepaalde godsdienstvrijheid voor de inwoners van Deventer. De katholieken kregen de Lebuïnuskerk terug. De protestanten mochten echter de Broederenkerk en de Bergkerk behouden. 
Ter verdediging van hun beleid voerden Nilant en de zijnen achteraf aan dat de snelle capitulatie van de stad een verbod van de gereformeerde godsdienst had voorkomen. Daarbij had Deventer nog enige weerstand geboden. Kampen en Zwolle hadden zich al bij voorbaat overgegeven. 

### Gisbert Cuper

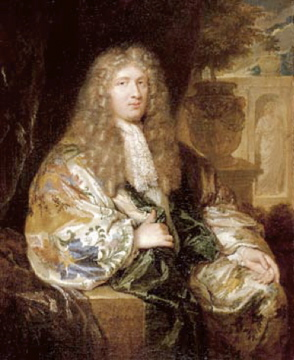
Caspar Netscher, Portret van Gisbert Cuper, Stedelijk Museum Zwolle

Een aanzienlijke Deventenaar die niet vluchtte, was Gisbert Cuper. Hij was rector aan het Athenaeum Illustre, de Deventer hogeschool. Hij was een geleerd man, classicus en een groot boekenliefhebber. De Keulse bezetter wilde de bibliotheek zuiveren van ‘ketterse boeken’, maar Cuper verzette zich daartegen. Hij wist de bibliotheek intact te houden. Zijn moedig optreden tijdens de bezetting leverde hem na de oorlog een positie op in de Deventer magistratuur en het lidmaatschap van de Staten-Generaal. Zijn Oranjegezindheid had hem daarbij zeker geholpen.

## Afloop
Stadhouder Willem III deed in zijn strijd weinig moeite de Overijsselse steden te heroveren en concentreerde zich op de verdediging van Holland en Zeeland. Immers, de provincies en steden die gecapituleerd hadden werden als verraders beschouwd. Zo werden Gelderland, Utrecht en Overijssel zelfs uit de Staten-Generaal gestoten.
Toen de Fransen in het Rijnland werden aangevallen konden zij de bisschoppen van Keulen en Münster niet meer ondersteunen. Bovendien werd het Prinsbisdom Münster in de rug aangevallen door Willem III’s oom en bondgenoot de Keurvorst van Brandenburg.
Nadat ook zijn beleg van Groningen was mislukt, zag bisschop Bernard von Galen, samen met zijn Keulse bondgenoot, zich gedwongen vrede te sluiten met de Republiek. De vrede werd gesloten op 22 april 1674. In mei daarop ontruimden de Keulse troepen ook Deventer. De vertrekkende bezetters namen zeven gijzelaars mee naar Maastricht: de stadssecretaris en zes leden van de gezworen gemeente, waarvoor losgeld werd geëist. De stad moest om hieraan te kunnen voldoen een lening afsluiten. De bezetting had bijna twee jaar geduurd.

## Nasleep
De Staten van Holland en Zeeland wilden de gewesten Utrecht, Gelderland en Overijssel en de steden daarin als veroverd gebied behandelen, maar Stadhouder Willem III greep in en nam de gewesten weer op in de Staten-Generaal, maar wel onder voorwaarde dat hij door deze provincies tot stadhouder werd benoemd en de ruimte kreeg om daar orde op zaken te stellen. Zo moest Deventer evenals de andere steden en provincies het Regeringsreglement accepteren. Voor Deventer hield dat in dat de stadhouder het recht kreeg om leden van de gezworen gemeente te vervangen als deze hem niet bevielen. Hij stuurde ook de regenten weg die verantwoordelijk waren voor de snelle capitulatie.
Na de dood van stadhouder Willem III in 1702, probeerden leden van de familie Nilant hun plaats op het pluche te heroveren. De conflicten tussen staats- en oranjegezinden, ook bekend als de Plooierijen, veroorzaakten veel onrust in de stad en vormden de voorbode van de patriottenstrijd.